# نادي ألفا لحق التصويت
كان نادي ألفا لحق التصويت أول وأهم نادي للسيدات السوداوات في شيكاغو، وواحدًا من أهم الأندية في إلينوي. أسست إيدا بي. ويلز-بارنيت النادي في 30 يناير عام 1913 بمساعدة زميلاتها البيضاوات فيولا بيل سكوير وفرجينيا بروكس. يهدف النادي إلى إعطاء صوت للنساء الأمريكيات من أصول أفريقية، اللائي استُبعِدن من منظمات التصويت الوطنية مثل الجمعية الوطنية الأمريكية للمطالبة بحق المرأة في التصويت. تجسد هدفها المعلن بإعلام النساء السوداوات بمسؤوليتهن المدنية، وتنظيمهن للمساعدة في انتخاب المرشحين الذين يخدمون مصالح الأمريكيين الأفارقة في شيكاغو بشكل أفضل.
تشكل النادي بعد أن مُنحت النساء في شيكاغو حق التصويت في عام 1910. حارب النادي نساء شيكاغو البيضاوات اللواتي كن يحاولن منع الأمريكيين من أصل أفريقي من التصويت كليًا؛ وأراد الترويج لانتخاب الأمريكيين من أصل أفريقي للمناصب العامة. قالت ويلز-بارنيت في سيرتها الذاتية: «يمكننا (النساء) استخدام تصويتنا لصالح أنفسنا وعرقنا». نقلت صحيفة شيكاغو ديفيندر، وهي صحيفة محلية سوداء، أنها كانت أكثر تحديدًا، مشيرة إلى أن الهدف من النادي هو جعل النساء «قويات بما يكفي للمساعدة في انتخاب رجل عرقي واعِ كعضو مجلس محلي». ركزت ويلز-بارنيت على واجب المرأة المدني في التصويت التي اكتسبته حديثًا، وشجعت هؤلاء النساء على التأكد من أن أزواجهن يأخذون مسؤوليتهم في التصويت على محمل الجد أيضًا، مع الاعتراف بقدسية التصويت لكلا الجنسين.
قرأت الشاعرة بيتيولا هيلواز فورتسون، المولودة في كنتاكي، ونائبة رئيس النادي، قصيدتها بعنوان «الأخوة» في الذكرى الأولى لتأسيس النادي؛ وجسدت القصة إعدام الرعاع لرجلين لمحاولتهما إنقاذ أختهما من مزارع في ألاباما احتجزها لديه كعبدة.
وُضِعت علامة تاريخية لنادي ألفا لحق التصويت على بناء مشروع مسار الأصوات الوطني للنساء في موقعه السابق في الزاوية بين شارع رقم 31 وشارع الولاية في شيكاغو في أكتوبر عام 2021.

## المعتقدات
اتبع نادي ألفا لحق التصويت العديد من المعتقدات والمثل العليا التي تفتقر إليها مجموعات حق التصويت الأخرى. تأسست المجموعة على مبدأ أساسي مفاده أن جميع النساء، بغض النظر عن عرقهن، يجب أن يحصلن على حق التصويت مع الرجال. كانت هناك مجموعات أخرى تدافع عن حق المرأة في التصويت، ولكن كان هناك نقص في دعم حق المرأة الملونة في ذلك، ورأوا أنه كان من المهم المشاركة في الأحداث السياسية من أجل التمتع الكامل بحق التصويت بشكل متساوي. لعبت مجموعتهم التي تقع في شيكاغو دورًا نشطًا في التشريع المتعلق بالتصويت، والمساواة، ومسائل الحقوق المدنية الأخرى، ودعموا الجهود الخيرية في مجتمعهم من أجل تعزيز مكانة الملونين في مدينة شيكاغو. كانوا من أوائل المؤيدين للمساواة بين الملونين على عدة أصعدة. بشرت ويلز-بارنيت بأن الرجال لم يستخدموا حق التصويت بشكل صحيح عند تحقيق التصويت المتساوي. تجسد هدفهم بتوسيع التصويت بعد منحه للرجال والنساء، وأرادوا أيضًا المساواة وتمكين المرأة الملونة.
حارب النادي أيضًا من أجل المساواة العرقية في مناطق أخرى، بالإضافة إلى حق التصويت العام. تساءلوا أيضًا عن سبب النظر إلى الجنود الشجعان على أساس عرقهم وليس على أساس أفعالهم.

## قانون المساواة في حق التصويت في إلينوي
شكلت ويلز-بارنيت نادي ألفا لحق التصويت مباشرة بعد رؤية النساء البيضاوات «يعملن مثل القنادس» لتمرير منح إلينوي حق التصويت المحدود للنساء في الولاية. قادت ويلز-بارنيت تجمعًا مكونًا من مئات النساء السوداوات في مبنى الكابيتول في سبرينغفيلد، بعد فترة وجيزة من عودتها من موكب واشنطن، للضغط نيابة عن قانون إلينوي المتكافئ للتصويت، وضد بعض مشاريع قوانين جيم كرو المعلقة. وُقِّع على قانون المساواة في حق التصويت في إلينوي في 26 يونيو عام 1913، مما جعلها أول ولاية تمنح حق التصويت منذ عقود. كتبت كاري تشابمان كات أن «الشعور بالتصويت تضاعف بين عشية وضحاها». أعادت خطوة إلينوي الجريئة للتصويت تنشيط الدفع الوطني لتعديل حق التصويت؛ وذلك بالاقتران مع موكب حق المرأة في التصويت الناجح لعام 1913، واحتجاج مجموعة الحارسات الصامتات المستمر.
احتفل موكب السيارات في شيكاغو بالتشريع التاريخي. كانت ويلز-بارنيت منظمة موكب في 1 يوليو، إذ تجولت مع ابنتها ألفريدا في شارع ميشيغان. ذكرت صحيفة شيكاغو ديفندر هذا الحدث فقط، فذهب سجلها البارز دون ذكر في صحف شيكاغو الأخرى.
نتج قانون المساواة في حق التصويت في إلينوي عن ضغط منظمات وأندية التصويت الوطنية والمحلية. فُصِلت النوادي الاجتماعية في ذلك الوقت بشكل صارم حسب العرق والإثنية. قال أحد المؤرخين أيضًا: «أنشأت سيدات النادي في شيكاغو أكبر وأكثر نوادي التصويت التي فصلت بين الجنسين في البلاد». دفع استبعاد النساء السوداوات ويلز وسكواير إلى إنشاء نادي ألفا لحق التصويت في الحي الثاني، والذي كان يضم أعلى نسبة من الأمريكيين الأفارقة في المدينة. عقدت ويلز اجتماعًا واحدًا على الأقل في سجن برايدويل في محاولة لإثارة اهتمام السجناء بحق التصويت، ومنح نساء النادي خبرة في النشاط. ضم النادي حوالي 200 امرأة في عام 1916، من ضمنهم ناشطات مشهورات في مجال التصويت مثل ماري إي. جاكسون، وفيولا هيل، وفيرا ويسلي غرين وسادي إل. آدامز، وكانت الرائدة والناشطة جين أدامز متحدثة منتظمة في النادي.
سُمح لنساء إلينوي بالتصويت لناخبي الرئاسة، ورئيس البلدية، وعضو مجلس النواب، ومعظم المكاتب المحلية الأخرى بسبب قانون حق المرأة في التصويت في إلينوي. لم يُسمح لهن بالتصويت لأعضاء الكونغرس أو الحاكم أو ممثلي الولاية، وذلك لأن التصويت العام لهذه المناصب يتطلب تعديل دستور الولاية.

## تأثير نادي ألفا لحق التصويت
أضفى موكب حق المرأة في التصويت في عام 1913 الشرعية على حركة حق المرأة في التصويت بصورة عامة. سلط نادي ألفا لحق التصويت واحتجاجه على إجباره على التظاهر في الخلف الضوء على حقيقة أن العنصرية كانت أيضًا قضية حتى داخل حركة موحدة. أرادت الجمعية الوطنية الأمريكية للمطالبة بحق المرأة في التصويت تأمين حق التصويت للمرأة البيضاء قبل الانتقال إلى الأمريكيين من أصل أفريقي؛ ولكن نادي ألفا وجمعيات التصويت الأخرى عارضت هذه الفكرة؛ فمنح التعديل التاسع عشر حقوق التصويت لجميع النساء بغض النظر عن العرق.
اعتُرِف بمصداقية النادي بعد الانتخابات التمهيدية في عام 1914، عندما حضر المندوبون الجمهوريون اجتماع النادي، ووعدوا باختيار مرشح أسود مقابل دعم النساء في الحملات المستقبلية. أدى الدور الحاسم الذي لعبه النادي في انتخاب أوسكار ديبريست إلى دعمه لحقوق المرأة في التصويت، مما أدى إلى دعم قضايا النادي في السنوات التالية، وتعزيز جهودهم لدعم إصلاحاتهم الاجتماعية بالسلطة السياسية.
عمل النادي على الصعيد المحلي، فبدأ نظامًا محليًا لتشكيل الأحياء، وزيادة مشاركة المجتمع من خلال اجتماعات أسبوعية لتثقيف الناس حول حقوقهم كمواطنين. تمكن أيضًا من تسجيل الناخبات من خلال كتلة عبر التصويت الجماعي. أدت جهود احتجاجات ومظاهرات النادي أيضًا إلى الضغط على الكونغرس الأمريكي للموافقة على التعديل التاسع عشر في 10 يونيو عام 1919، والذي دخل حيز التنفيذ في 18 أغسطس عام 1920.